# フルチ
フルチ（イタリア語: Furci）は、イタリア共和国アブルッツォ州キエーティ県にある、人口約900人の基礎自治体（コムーネ）。

## 地理

### 位置・広がり

#### 隣接コムーネ
隣接するコムーネは以下の通り。
- クペッロ
- フレザグランディナーリア
- ジッシ
- モンテオドリージオ
- パルモリ
- サン・ブオーノ

## 行政

### 分離集落
フルチには、以下の分離集落（フラツィオーネ）がある。
- Morelle, Solagnoli, Morge